# Kozielno
Kozielno is een plaats in het Poolse district  Nyski, woiwodschap Opole. De plaats maakt deel uit van de gemeente Paczków en telt 311 inwoners.